# Thorpe Hesley
Thorpe Hesley est une localité anglaise du district métropolitain de Rotherham dans le Yorkshire du Sud. 